# Звонарёва, Лола Уткировна
Лола Уткировна Звонарёва (род. 28 июля 1957, Москва) — российский литературовед (кандидат филологических наук), критик, историк (доктор исторических наук, академик РАЕН и ПАНИ), искусствовед, главный редактор журнала «Литературные знакомства», учредитель журнала «Серебряные сверчки», доктор исторических наук.

## Биография
Лола Уткировна Звонарёва родилась в семье институтских преподавателей. Окончила московскую школу № 43, филологический факультет МГУ им. М. В. Ломоносова (диплом с отличием), аспирантуру Института литературы имени Янки Купалы АН БССР. Первая публикация — в газете «Литературная Россия» (декабрь 1979): большое эссе о Симеоне Полоцком.
Кандидатскую диссертацию защитила в Минске в 1987 году по двум специальностям — белорусская литература и русская литература.
Работала в должности литсотрудника в журналах «Детская литература», «Литературная учёба»; в должности консультанта по прозе — в газете «Литературная Россия», в журнале «Москва»; в должности заместителя главного редактора — в журнале «Литературная учёба», в журнале творчества юных под эгидой ЮНЕСКО «Вместе» (на двух языках — русском и английском), в детском альманахе «Клёпа», в образовательном журнале «Дидакт». Вела рубрики в газете «Книжное обозрение», в «Литературной газете», в журнале «Костёр».
В 1990 году стала одним из учредителей литературного общества молодых писателей «Чёрная курица», автором манифеста, составителем спецномеров журналов «Пионер» и «Детская литература», альманахов «Кукареку», посвящённых молодой детской литературе.
В 1987 году вступила в Союз писателей СССР и выпустила две первые книги — про молодых художников-иллюстраторов в ВААПе на английском языке (в соавторстве с Лидией Кудрявцевой) и сборник статей «Твои создатели, книга!» (Ташкент, «Еш гвардия», 1988), выдвигавшийся на премию Ленинского комсомола.
В 1982 году получила премию «Лучшая статья года» в журнале «Детская литература».
В 1997 году защитила докторскую диссертацию по отечественной истории XVII века в Санкт-Петербургском университете.
Написала более 600 статей, переведённых на 11 языков и 15 книг, отмеченных всероссийскими и зарубежными премиями.
С 1998 по 2012 год работала параллельно в системе Российской Академии образования (в том числе — в Институте семьи и воспитания РАО, в отделе истории и теории воспитания). С 2012 года ушла на преподавательскую деятельность: с 2012 по 2014 — заведовала кафедрой журналистики в Институте государственного управления и инновационных технологий, с 2015 года — профессор кафедры рекламы и связей с общественностью Института мировых цивилизаций, в апреле 2019 года удостоена ведомственной награды — медали «Лучший профессор ИМЦ», с 2020 года - профессор кафедры цивилизационной журналистики УМЦ им. В.В. Жириновского (бывш. ИМЦ).
С 2009 года — главный редактор международного журнала «Литературные знакомства» (издано более 90 журналов).
С 2013 года — автор концепции и инициатор создания международного детско-юношеского литературно-художественного журнала «Серебряные сверчки» для подростков.
Участник более ста международных конференций, организатор ежегодных международных литературных форумов — в Польше (международные литературно-образовательные чтения в Гданьске-Сопоте с 1996 года по настоящее время), Болгарии (Дни русской культуры в Варнеском регионе — с 2000 год) и Черногории (литературно-художественный фестиваль «Русские мифы» в Дженовичах — с 2009 года).
Действительный член Петровской академии науки и искусства. Член правления Союза художников Подмосковья. Секретарь Союза писателей Москвы. Член Союза журналистов России. Действительный член Российской Академии Естественных наук (секция книги и пропаганды чтения).
Главный редактор международного журнала «Литературные знакомства», учредитель и создатель журнала «Серебряные сверчки». 
Член редколлегии журналов «Slavica orientalne» (Торунь, Польша), «Вышгород» Таллинн, «Путеводная звезда. Школьное чтение» (Москва), еженедельника «Русская Америка» (Нью-Йорк), международных литературных альманахов «Рукопись» (Ростов-на-Дону) и «Муза» (Москва), член литературного клуба при альманахе «Московский Парнас».
Руководитель семинаров поэзии и прозы на Всесоюзном фестивале молодой поэзии в Алма-Ате (1988), совещании молодых писателей Москвы в Переделкино (декабрь 1999) и в ЦДЛ (март 2009), Втором и Третьем Форуме молодых писателей России в Липках, Всероссийском совещании молодых писателей в Нижнем Тагиле и в Сургуте (апрель 2005, апрель 2009), председатель жюри всероссийского фестиваля детского творчества «Дети и книги» в Геленджике (2005, 2009), межрегионального литературного конкурса-фестиваля «Начало» (Рязань, 2003—2018), член жюри Московского открытого конкурса детско-юношеского литературного творчества «Волшебное слово» (2010—2019), Всероссийского семинара-совещания молодых писателей "Мы выросли в России", ответственный секретарь Всероссийского поэтического конкурса «Роща золотая» (Коломна, 2005), Всероссийской литературной премии «Эврика!»(Москва, 2006), фестиваля искусств «Артиада России» (Москва, 1997—2019). Номинатор премии «Национальный бестселлер»(2001—2004).
Читала лекции по проблемам современной отечественной литературы и литературы русской эмиграции в Государственном университете культуры (Москва), в Варшавском университете (Польша), в Калифорнийском университете в г. Дейвис (США), в Шуменском университете имени епископа Константина Преславского (Болгария), в Венском университете (Австрия), в Эрджиесском университете (Кайсери, Турция), в университете Ганджоу (КНР), в. С 2008 года по настоящее время ведёт литературную гостиную в культурном центре «Булгаковский дом» (литературная гостиная Лолы Звонаревой).
Автор более 20 книг и более шестисот статей по вопросам истории культуры, изобразительного искусства, книжной графики, детского творчества, современной литературы, социальной педагогики. Статьи переводились на болгарский, белорусский, украинский, арабский, немецкий, английский, польский, румынский, китайский, голландский и узбекский языки. Участник более 100 международных и всероссийских конференций, организатор более 50 международных и всероссийских конференций, международных образовательных чтений в Варшаве, Гданьске (Польша), Варне, Шумене (Болгария), Дженовичи (Черногория).

## Общественная позиция
В 2022 году подписала письмо в поддержку российского военного вторжения на Украину.

## Награды и премии
- Почётная грамота Московской городской Думы (27 октября 2021 года) — за заслуги перед городским сообществом[3]
- Лауреат премии «Лучшая статья года» журнала «Детская литература» (1982) и газеты «Русская Америка» (2005), Союза журналистов России (1993)
- Дипломант еженедельника «Книжное обозрение» (2000), молодёжного фестиваля «Артиада России» (1993), всероссийского конкурса «Алые паруса» (2003) по номинации «критика, литературоведение»
- Лауреат международных фестивалей «Литературная Вена-2008» и «Русские мифы» (Краков, 2009)
- Лауреат всероссийской литературной премии имени Д. Н. Мамина-Сибиряка (2008), конкурса «Серебряный голубь» (Петербург), литературная премия Уральского федерального округа (2018)
- Почетный работник сферы молодёжной политики Российской Федерации (2003)
- Отмечена научной стипендией имени Стефана Батория за исследования русского зарубежья (Ягеллонский университет, Польша)
- Награждена почетной медалью Гданьского университета (Польша) и почетными дипломами Министерства культуры Болгарии, Союза художников Сербии
- Ведомственной наградой «Лучший профессор ИМЦ» (2019)
- 28 марта 2013 года в конференц-зале Администрации президента РФ Лоле Звонарёвой вручили Международный Знак общественного признания «Серебряный голубь» с формулировкой — «За особые личные качества, высокий профессионализм и выдающийся вклад в развитие народной дипломатии и сохранение социальных, духовных и нравственных ценностей» (диплом за подписью председателя "Центрального совета МСОО «Лидеры мирового сообщества» Л. Ф. Горчаковой)
- Лауреат Филофеевской литературной премии (2021)
- Награждена Серебряной медалью Российской академией художеств (2021)
- Награждена медалью Лауреата Петровской академии наук и искусств "За верность России" (2022)
- Лауреат премии Российского детского фонда —  за помощь детям с трудной судьбой (2022)
- Лауреат региональной литературной премии имени П.И. Рычкова (2022)
- Лауреат Артиады, международная награда "Золотой пегас" (2022)

### Книги
1. «О друзьях-товарищах» (писательская карта России и мира в литературной гостиной Булгаковского дома) в соавторстве с И. Дуэлем – Ташкент: изд. Ёш-гвардия, 1988, (под псевд. Садыкова Лола)
2. «Нарысы па гiкторыiбелакуска-рускiх лiтаратурных сувязей» — Мінск: Навука і тэхніка, 1993 (в соавторстве с В.А. Каваленка, В.А. Чамярыцкi, I.В. Саверчанка, А.I. Мальдiз, С.У. Букчын)
3. «Возвращение» (о литературе и искусстве русской эмиграции третьей волны) — Рос. гос. юнош. б-ка, Гос. НИИ семьи и воспитания, РАЕН. — М., 2006
4. «В поисках ключа к бессмертию» (сборник статей о литературе, книжной графике и живописи) — Рязань: Старт, 2008
5. «Сказки Ханса Кристиана Андерсена и четыре художника» — Краснодар: изд. Юрия Лебедева, 2010 (Издательский грант РГНФ, в соавторстве с Л.С. Кудрявцевой)
6. «Серебряный век Ренэ Герра» — Санкт-Петербург: изд. Росток, 2012
7. «Ханс Кристиан Андерсен и его русские иллюстраторы за полтора века» — Москва, ОАО «Московские учебники», 2012 (в соавторстве с Л.С. Кудрявцевой)
8. «Труды и дни Риммы Казаковой: «Отечество, работа и любовь…» — М.: Academia, 2018 (в соавторстве с Т.А. Вечериной)
9. «Потерянный рай Александра Алексеева. Серебряный век в Париже» — Москва, изд. АСТ, Белония М., 2020. (в соавторстве с Л.С. Кудрявцевой, предисл. академика РАХ М.В. Сеславинского; награждена Серебряной медалью Российской академии художеств)
10. «Открывающий врата учёности: жизнь и творчество Симеона Полоцкого» — Москва, изд. Academia, 2020 – (Награждена золотым дипломом международного славянского фестиваля "Золотой витязь – 2021" и Филофеевской литературной премией)
11. «Переступив порог мастерской» (сборник очерков и эссе о художниках) — М.: Союз писателей Москвы, Academia, 2021
12. «Всего со всем слепая связь» (сборник статей и очерков о литературе Серебряного века и новейшего времени) — Архангельск, изд. Лоция, 2022
13. «История массовой драматической литературы XVIII века. Театр интермедий» (научная монография) — М.: Издательский дом «УМЦ», 2023

### Публикации за рубежом
- Swonarewa, L. Passionary open the great steppe to a free Europe // Mekebaev bilder/painting 2000—2009. Scyittstellen/interface. — Berlin, 2011 — 0,5 п. л. — Тираж 500 экз.(на немецком и английском языке)
- Zvonareva, L. We have to attract readers back to books // Europost. — 10 desember, 2011. — София — 0,5 п. л. — Тираж 12000 экз. (на английском языке)
- Звонарева Л. У. «Русские мифы» покоряют Черногорию. // «Диаспора» от 25 июля 2010 г. — Сакраменто, штат Калифорния (США) — № 13- 14 — с. 23. — 0, 3 п. л. — 5000 экз.
- Звонарева Л. У. Мельчайший оттенок на палитре природы. О художнике Илоне Гонсовской. // Вышгород. — Таллинн — № 5 — 2009. — С. 108—112. — 0, 4 п. л. — 1000 экз.

### Работы под редакцией
- Тетерский С. В. «Качели времени» и теория позитивного будущего. АНО ДИМСИ. — 2013. — с. 62
- Эрдоган Р. Т. «Более справедливый мир возможен!» — М.: Проспект, 2023